# Il commissario Nardone
Il Commissario Nardone est une série télévisée policière italienne en douze épisodes de 50 minutes qui raconte l'histoire vraie du commissaire Mario Nardone (it), joué par Sergio Assisi à Milan, et diffusée entre le 6 septembre et le 9 octobre 2012 sur Rai 1.
Cette série est inédite dans tous les pays francophones.

## Synopsis
Le commissaire Mario Nardone, originaire de la province d'Avellino, est transféré de Monza à Milan, juste après la fin de la Seconde Guerre mondiale en raison de désaccords irréconciliables avec ses supérieurs. Nardone s'installe maintenant à Milan, désireux de renaissance et de rédemption.

## Distribution
- Sergio Assisi (it) : Mario Nardone
- Giorgia Surina (it) : Eliana
- Anna Safrontchik : Flò
- Luigi Di Fiore (it) : Corrado Muraro
- Ludovico Vitrano : Peppino Rizzo
- Francesco Zecca : Enrico Spitz
- Stefano Dionisi : Sergio Suderghi
- Giampiero Judica : Checco Trapani
- Franco Castellano (it) : Questore Ossola
- Manlio Dovì (it) : Salvatore Cangemi
- Giuseppe Soleri (it) : Luigi Bosso
- Sara D'Amario (it) : Rina Fort
- Margot Sikabonyi : Linda
- Samantha Michela Capitoni (it) : Vanessa

## Épisodes
1. Penicillina mortale
2. Banda Dovunque
3. Tradimenti
4. Il Falsario
5. La strage degli innocenti (1)
6. La strage degli innocenti (2)
7. Il ritorno
8. Passione torbida
9. La caccia
10. Campione nel fango
11. Il gatto e il topo (1)
12. Il gatto e il topo (2)